# Heteria extensa
Heteria extensa là một loài ruồi trong họ Tachinidae.